# After Hours (brano musicale The Weeknd)
After Hours è un singolo promozionale del cantante canadese The Weeknd, pubblicato il 19 febbraio 2020 ed estratto dall'album omonimo.

## Descrizione
Con i suoi sei minuti After Hours rappresenta il brano più lungo dell'album e, rispetto ai precedenti Heartless e Blinding Lights, si caratterizza per le sonorità maggiormente elettroniche ed oscure, con rimiche ispirate alla musica elettronica e all'house; la critica specializzata ha paragonato tali sonorità a quelle che hanno contraddistinto i primi tre mixtape pubblicati da The Weeknd nel 2011, House of Balloons, Thursday e Echoes of Silence.
Il testo, invece, tratta il desiderio dell'artista di poter ritornare con una propria ex (nel suo caso Bella Hadid), rivelando di essere lui stesso la causa della rottura nella seconda parte del brano.

## Promozione
Il 18 febbraio 2020 il brano è stato annunciato dall'artista in occasione della diffusione del trailer relativo all'album omonimo, venendo reso disponibile per l'ascolto il giorno seguente.

## Tracce
Testi e musiche di Abel "The Weeknd" Tesfaye, Ahmad Balshe, Carlo "Illangelo" Montagnese, Jason "DaHeala" Quenneville e Mario Winans.
1. After Hours – 6:01

## Formazione
Musicisti
- The Weeknd – voce, tastiera, programmazione
- Illangelo – tastiera, programmazione
- Jason "DaHeala" Quenneville – tastiera, programmazione

Produzione
- Illangelo – produzione, ingegneria del suono, missaggio
- The Weeknd – produzione
- Jason "DaHeala" Quenneville – produzione, ingegneria del suono
- Mario Winans – produzione aggiuntiva
- Shin Kamiyama – ingegneria del suono
- Dave Kutch – mastering
- Kevin Peterson – assistenza al mastering

## Classifiche
| Classifica (2020) | Posizione massima |
| ----------------- | ----------------- |
| Australia         | 11                |
| Austria           | 33                |
| Belgio (Fiandre)  | 43                |
| Belgio (Vallonia) | 72                |
| Canada            | 14                |
| Danimarca         | 17                |
| Estonia           | 4                 |
| Finlandia         | 11                |
| Francia           | 44                |
| Germania          | 35                |
| Grecia            | 5                 |
| Irlanda           | 14                |
| Islanda           | 14                |
| Italia            | 36                |
| Lettonia          | 6                 |
| Libano            | 18                |
| Lituania          | 3                 |
| Malaysia          | 11                |
| Norvegia          | 14                |
| Nuova Zelanda     | 29                |
| Paesi Bassi       | 27                |
| Portogallo        | 18                |
| Regno Unito       | 20                |
| Repubblica Ceca   | 9                 |
| Singapore         | 17                |
| Slovacchia        | 6                 |
| Spagna            | 84                |
| Stati Uniti       | 20                |
| Svezia            | 10                |
| Svizzera          | 16                |
| Ungheria          | 11                |